# Conca dei Marini
Conca dei Marini är en ort och kommun i provinsen Salerno i regionen Kampanien i Italien. Kommunen hade 673 invånare (2017).